# 森岡隆三
森岡隆三（1975年10月7日—），已退役日本足球運動員，司職後衛，前日本國家足球隊成員，前任鳥取飛翔主教練。

## 俱樂部生涯
身高180厘米，体重71公斤，1975年生于神奈川县。桐荫学园高中毕业后进入鹿岛鹿角，1995年转入清水心跳。
由于森冈隆三的稳定防守，帮助清水心跳夺得该队历史上第一个亚洲大赛冠军1999–2000年亚洲盃赛冠军盃冠军。

## 國家隊生涯
入选国奥队后一直为主教练特鲁西埃的国家队主力球员。在亚洲杯上表现出色，不过在对沙特阿拉伯的比赛中有一记乌龙球。
2000年10月带领日本队获得了亚洲杯。他被投票选为比赛中最优秀的防守球员，也是4名亚洲足球协会最优秀球员之一。
2000年悉尼奥运会上，日本队打入1/4决赛，最后仅仅点球负于美国队，未能进入四强，森冈隆三的防守出色。

## 外部連結
- National Football Teams （页面存档备份，存于）
- Japan National Football Team Database
- 官方网站
- オフィシャルブログ （页面存档备份，存于）
- 森岡隆三 – FIFA國際賽競賽紀錄 (存檔)（英文）
- 日本職業足球聯賽中的森岡隆三 （日語）
- 森岡隆三在 National-Football-Teams.com 上的出场纪录 （英文）